# Pseudostertagia
Paracooperia ist eine Gattung der Fadenwürmer mit sieben Arten. Sie sind Darmparasiten bei Gabelbock und Schafen der Nearktis.

## Merkmale
Pseudostertagia hat die Merkmale der Trichostrongylinae. Charakteristisch ist, dass die Rippen 3 und 4 der Bursa copulatrix die gleiche Breite und Länge haben.

## Systematik
Marie-Claude Durette-Desset ordnete Pseudostertagia in die Unterfamilie Libyostrongylinae (nach Hodda heute nur noch Tribus Libyostrongylini) ein, Hodda gesellt sie zur Tribus Cooperiini. Das Interim Register of Marine and Nonmarine Genera weist nur eine Art – Pseudostertagia bullosa Ransom & Hall, 1912 – aus.